# Witamy w latach osiemdziesiątych
Witamy w latach 80. (oryg. Welcome to the 80’s, zapisywane też jako Welcome to the Eighties) – cykl muzycznych filmów dokumentalnych z 2009 roku, produkcji niemieckiej, składający się z sześciu odcinków. Serial miał premierę na kanale arte – emitowano wtedy po dwa odcinki co tydzień w okresie od 11 do 25 sierpnia 2009.
Seria dokumentów muzycznych przedstawia wiele gatunków i scen muzycznych oraz ich przeboje z lat 80. XX wieku. W dokumentach muzycznych przedstawiony jest m.in. świat ludzi z miejscowości silnie zurbanizowanych i uprzemysłowionych (zbyt zindustrializowanych w architekturze krajobrazu, tj. fabryki, blokowiska itd...) czy nawet wsi, w których egzystuje młodzież różnych subkultur, tworząca i rozwijająca poszczególne nurty muzyczne, począwszy od glam rock, pop, disco, synth pop, new romantic, blitz, breakdance, rap, house, po nurty wywodzące się ze stylistyki punkowej, tj. post-punk, industrial, Neue Deutsche Welle, new wave, rock gotycki, cold wave, dark wave, czy nawet zespoły z obszaru heavy metal uznawane jako prekursorskie dla stylu black metal. W cyklu dokumentalnym przedstawiona jest moda w ubiorze, a także stylizacja fryzur i makijażu, dzięki której artyści byli identyfikowani z daną subkulturą i stylem muzycznym.
W filmach pojawiają się wypowiedzi artystów muzycznych oraz przedstawicieli show biznesu, w które są wplecione fragmenty z koncertów oraz teledyski.
W Polsce odcinki emitowane były na początku 2011 roku oraz w latach późniejszych na kanale telewizyjnym TVP Kultura. 

## Tytuły odcinków
1. Post punk i nowa niemiecka fala (niem. Postpunk und Neue Deutsche Welle[3] / ang. Post Punk & NDW[2])
2. Synthpop i new romantic (niem. Synthie-Pop und New Romantic[3] / ang. Synthie Pop & New Romantic[2])
3. Rap, breakdance i graffiti (niem. Rap, Breakdance und Graffiti[3] / ang. Rap, Breakdance and Graffiti[2])
4. Listy przebojów, klipy i komercja (niem. Charts, Clips und Kommerz[3] / ang. Charts, Clips & Commerce[2])
5. Gotyk, industrial i black metal (niem. Gothic, Industrial und Black Metal[3] / ang. Gothic, Industrial and Black Metal[2])
6. Muzyka house i wielkie imprezy (niem. House-Nation und Acid-Partys[3] / ang. House Nation & Acid Parties[2])